# トルク族
トルク族（トルクぞく、ロシア語: Торк） は、10世紀から13世紀にかけて、黒海北部のステップ地帯にいたテュルク系遊牧民の1部族である。

## 歴史
トルク族はレートピシ（ルーシの年代記）に記される部族の1つである。古くは985年、トルク族の傭兵はキエフ大公ウラジーミルによる、ブルガール族、ハザール族に対する遠征に参加している。その後東方のポロヴェツ族に圧迫されたトルク族は、11世紀の初めに遊牧生活を営みながらドニエプル川流域へと移動し、結果ルーシ領と接することとなった。それに対し、キエフ大公フセヴォロドは1055年にルーシ領（ペレヤスラヴリ公国領）の防衛のためにトルク族を攻めた。続く1060年にはイジャスラフ、スヴャトスラフ、フセヴォロド、フセスラフらの連合軍がトルク族を攻め、ドン川周辺へと追いやっている。ただし12世紀になると、トルク族は再びドン川周辺から到来し、ルーシ領と接している。1116年、トルク族とペチェネグ族は2日間にわたってポロヴェツ族と戦い、ウラジーミル・モノマフ（当時ペレヤスラヴリ公）の元へと逃れてきた。しかし1121年に、モノマフが遊牧民ベレンデイ族をルーシから追放すると、ルーシ領に残存していたトルク族とペチェネグ族は自ら去った。
一方、トルク族の一部は11世紀からローシ川沿岸（ポロシエ）の地も占拠しており、これらのトルク族はルーシの公に従属し、都市トルチェスクを中心として半定住化した。また、ドニエプル川左岸には別のトルク族の集団が定住しており、かれらはペレヤスラヴリ公国による支配を承認していた。12世紀の史料によれば、かれらは都市バルチ（現ウクライナ・バルィシィウカ(ru)）付近の地に居住していた。これらポロシエやペレヤスラヴリ公国に定住したトルク族は、ペチェネグ族、ベレンデイ族らの他のルーシに従属する遊牧民の部族と併せて、チョールヌィ・クロブキという名称で呼ばれた。トルク族を含むチョールヌィ・クロブキは、ポロヴェツ族の侵入に対抗しきれずにルーシに庇護を求め、かつ1つに集団化したものである。かれらは騎馬傭兵部隊となり、ポロヴェツ族の侵入に対する国境（ルーシ諸公国の国境）の守備軍や、キエフ大公の遠征軍に参加した。さらに別の一部のトルク族にはドナウ川を越え、東ローマ帝国民となったものがある。
モンゴルのルーシ侵攻に際し、1240年にポロシエは破壊にさらされた。残ったトルク族の居住区は、スラヴ系住人の居住区と同化した。ステップ地帯に住んでいたトルク族は、後のウクライナ人の一部に含まれたとされている。

## 地名
トルク族の名は、現ウクライナの地名として数多く残されている。河川としてはトルチ川(uk)、行政区としてはトルキ(uk)、トレツィ(uk)、トルキウ(uk)等である。